# Capella del Via Crucis (Aldover)
La Capella del Via Crucis és una obra del municipi d'Aldover (Baix Ebre) inclosa en l'Inventari del Patrimoni Arquitectònic de Catalunya.

## Descripció
Es tracta d'una capella de planta rectangular i una sola nau.
L'interior és format per una volta de canó, amb cornisa a l'arrancada dels dos paraments laterals. L'altar, ara buit, d'estil neoclàssic, presenta dos falses columnes d'estil corinti, planes, que suporten l'entaulament. Realitzat en material policromat en imitació de marbre jaspiat.
La façana presenta capcer a dues aigües, i sobre l'eix central, restes d'espadanya de maó. Té un petit buit circular i una porta d'arc de mig punt, ara cegat per adossar-hi una porta. Façana arrebossada i emblanquinada.
L'obra és de maçoneria ordinària, amb coberta de teula a dues vessants. Situada al darrere del cementiri, també s'hi accedeix per un antic via crucis format per sis carrers que van escalant el desnivell en ziga-zaga.